# Provincia di Bolognesi
La provincia di Bolognesi è una provincia del Perù, situata nella regione di Ancash.

## Geografia antropica

### Suddivisioni amministrative
È divisa in 15 distretti:
- Abelardo Pardo Lezameta
- Antonio Raymondi
- Aquia
- Cajacay
- Canis
- Chiquián
- Colquioc
- Huallanca
- Huasta
- Huayllacayán
- La Primavera
- Mangas
- Pacllón
- San Miguel de Corpanqui
- Ticllos